# 岐阜縣公安委員會
岐阜縣公安委員會（日语：／ Gifuken kō'an-i'inkai */?）是由岐阜縣知事所轄，負責管理岐阜縣警察的行政委員會，由3名委員組成。

## 委員
- 委員長
  - 石井成一（任期:2014年2月-2017年2月、2期目、大垣瓦斯代表董事會長）
- 委員
  - 古田善伯（任期:2014年3月-2017年3月、2期目、中部學院大學校長）
  - 水谷邦照（任期:2014年12月-2017年12月、3期目、文溪堂代表董事會長）

## 下部組織
- 岐阜縣警察

## 外部連結
- 岐阜県公安委員会 （页面存档备份，存于）